# دونالد تايلور (طيار)
دونالد تايلور (بالإنجليزية: Donald Taylor)‏ هو طيار أمريكي، ولد في 1 أكتوبر 1918، وتوفي في 2 ديسمبر 2015.